# Кьюзано-д'Асті
Кьюзано-д'Асті (італ. Chiusano d'Asti, п'єм. Ciusan) — муніципалітет в Італії, у регіоні П'ємонт,  провінція Асті.
Кьюзано-д'Асті розташоване на відстані близько 500 км на північний захід від Рима, 35 км на схід від Турина, 13 км на північний захід від Асті.
Населення — 223 особи (2014).
Щорічний фестиваль відбувається 16 липня. Покровитель — Madonna del Carmine.

## Демографія
Населення за роками:

Станом на 1 січня 2023 року в муніципалітеті офіційно проживало 25 іноземців з 9 країн, серед них 15 громадян країн Євросоюзу.

## Сусідні муніципалітети
- Асті
- Камерано-Казаско
- Чинальйо
- Коссомбрато
- Монтек'яро-д'Асті
- Сеттіме